# Achille Leclère

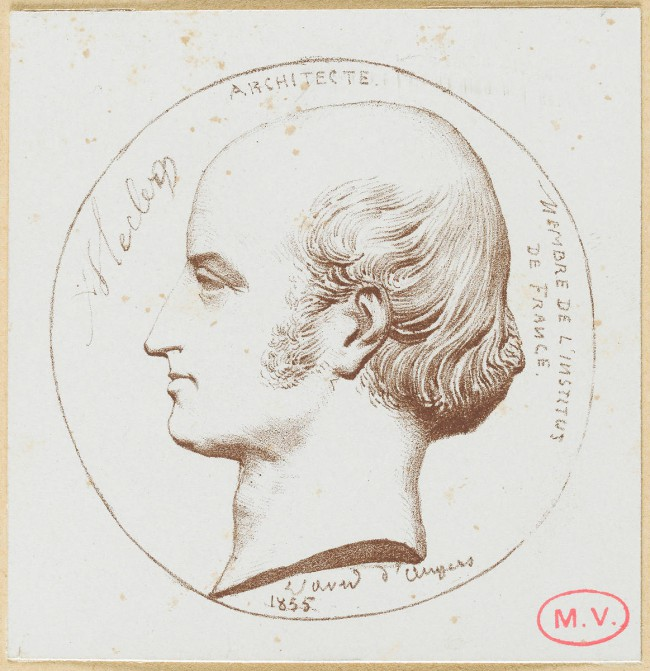
Achille Leclère

Achille François René Leclère (* 29. Oktober 1785 in Paris; † 23. Dezember 1853 ebenda) war ein französischer Architekt.

## Leben und Wirken
Leclère studierte erst an der École polytechnique (Grande école) bei Jean-Nicolas-Louis Durand; später wechselte er in die Werkstatt von Charles Percier. Mit dessen Hilfe konnte er an einigen Ausschreibungen mitwirken und gewann 1806 und 1808 verschiedene Preise.
Im November 1808 ging Leclère zusammen mit François Mazois nach Rom an die Villa Medici; dieser Aufenthalt war Teil seines Stipendiums von der Académie de France à Rome. 1809 studierte Leclère in Rom, unternahm aber ausgedehnte Studienreisen nach Neapel (1810) und in die Toskana (1811). Ab 1812 arbeitete er in Rom an der Restaurierung des Pantheons von Agrippa.
1814 kehrte Leclère nach Frankreich zurück. Er ließ sich im darauffolgenden Jahr in seiner Heimatstadt nieder und eröffnete dort ein Atelier. Während der Restauration arbeitete er an den Schlössern von Banville, Monthuchet und Verneuil. Mit diesen Arbeiten konnte er sich einen Namen machen und am 5. November 1818 berief man ihn in den Prüfungsausschuss der École d'architecture.
1820 gestaltete Leclère ein Denkmal für General Charles de Bonchamps in Saint-Florent-le-Vieil (Département Maine-et-Loire). 1823 wirkte er an den Arbeiten der Pfarrkirche Notre-Dame de-Lorette (9. Arrondissement) mit. Zusammen mit dem Architekten Jean-Baptiste Lepère modifizierte er die Pläne der Pfarrkirche Vincent-de-Paul (10. Arrondissement). Außerdem zeichnete er verantwortlich für die Grabmäler von Luigi Cherubini und Casimir Pierre Périer auf dem Friedhof Père-Lachaise.
1831 wurde Leclère als Nachfolger von Jacques Molinos in die Académie des Beaux-Arts (Fauteuil 7) aufgenommen. Im darauffolgenden Jahr wurde er Ehrenmitglied des Conseil des bâtiments civils und berief man ihn dort zum Generalinspekteur. 1847 ernannte man ihn zum Archivar der École nationale supérieure des beaux-arts de Paris.
Am 23. Dezember 1853 starb Achille Leclère in Paris und fand dort auch seine letzte Ruhestätte.

## Ehrungen
- 1806 Zweiter Preis für Architektur
- 1808 Prix de Rome

## Schüler (Auswahl)
| - Paul Abadie (1812–1884) - Gabriel-Hippolyte Destailleur (1822–1893) - Henri Fraisse (1804–1841) - Richard Lane (1795–1880) | - Auguste de Meuron (1813–1898) - Eugène Viollet-le-Duc (1814–1879) - Louis Wenger (1809–1861) |